# John Campbell (editore)
John Campbell (Scozia, 1653 – Boston, 1728) è stato un editore britannico.
Il 24 aprile 1704 fondò il News Letters, primo giornale dell'America britannica, che diresse fino al 1722.